# Zaharia al Ierusalimului
Sfântul Zaharia (n. secolul al VI-lea d.Hr. – d. 632 d.Hr.) a fost patriarh al Ierusalimui la începutul secolului al VII-lea.
Sfântul Zaharia a trăit la sfârșitul secolului al VI-lea și începutul secolului al VII-lea, devenind patriarh în anul 609.
În anul 614 împăratul persan Hosroes a atacat Ierusalimul, l-a prădat și a întemnițat o mulțime de creștini (unele surse vorbesc de 90000 de morți), printre care și pe patriarhul lor, Zaharia. Hosroes a capturat, de asemenea, și Sfânta Cruce. La puțin timp însă, Hosroes a fost obligat să încheie pace cu împăratul bizantin Heraclius (610-641).
Prizonierii, printre care și Sfântul patriarh Zaharia, au fost eliberați, iar Sfânta Cruce a fost adusă înapoi la Ierusalim, în anul 629, și depusă din nou în Biserica Sfântului Mormânt din Ierusalim, după ce Sfântul patriarh Zaharia a înălțat-o în văzul tuturor în anul 630, la 14 septembrie, ziuă pe care creștinii (ortodocși și catolici) o cinstesc cu numele de Înălțarea Sfintei Cruci.
Sfântul Patriarh Zaharia al Ierusalimului a murit trei ani mai târziu, în anul 633.